# Bosnie-Herzégovine aux Jeux européens de 2015
La Bosnie-Herzégovine participe aux Jeux européens de 2015. Elle fait partie des 50 nations prenant part à la première édition de cette compétition.
Sa délégation comporte 56 athlètes et elle remporte aucune médaille.